# Sebastian Giovinco
Sebastian Giovinco (Torino, 26. siječnja 1987.) bivši je talijanski nogometaš koji je igrao na poziciji napadača. 
Zbog svoje brzine, ali i male visine dobio je nadimak Atomski mrav po crtanom junaku Hanna-Barbere.

## Djetinjstvo
Giovinco je rođen u Torinu. Roditelji su mu s juga Italije, Sicilije te Kalabrije. Odrastao je u Beinascu, jugozapadnom predgrađu Torina u obitelji navijača Milana. Juventusovoj omladinskoj školi priključio se kada je imao 9 godina. Njegov mlađi brat Giuseppe također je igrao u mlađim uzrastima za Juventus.

## Klupska karijera

### Juventus
Giovinco je debitirao za Juventus 12. svibnja 2007. godine u Serie B protiv Bologne kada je ušao kao zamjena za Raffaelea Palladina. Debitirao je asistencijom za pogodak Davida Trezegueta. Nakon toga igrao je na poziciji Alessandra Del Piera kao polušpica.

#### Posudba u Empoli
Giovinco je u srpnju 2007. poslan na posudbu u Empoli s dobrim prijateljem i suigračem Claudiom Marchisiom. Na posudbi je po prvi puta igrao u kupu Uefa, a 30. rujna 2007. godine zabio je i svoj prvi pogodak u Serie A kada je Empoli pobijedio Palermo rezultatom 3:1. Javnosti je postao poznatiji nakon što je 4. studenoga zabio izjednačujući pogodak protiv Rome sličan Ronaldinhovom pogotku protiv Engleske na svjetskom prvenstvu 2002. Nakon ispadanja Empolija iz lige, vraćen je u Juventus.

### Povratak u Juventus
U srpnju 2008. Giovinco i Marchisio vraćeni su u Juventus nakon posudbe. Svoju prvu utakmicu za Juventus odigrao je 24. rujna protiv Calcio Catanie. U igru je ušao u drugom poluvremenu odmah napravivši razliku na terenu astistencijom Amauriju za jedini pogodak na utakmici. 7. prosinca zabio je svoj prvi pogodak za Juventus iz slobodnog udarca u pobijedi protiv US Leccea 2:1. U listopadu 2008. potpisao je ugovor do ljeta 2013. godine. Sezonu je završio s tri postignuta pogotka u svim natjecanjima, uključujući i volej protiv Bologne kada je proglašen za igrača utakmice u Juventusovoj pobijedi od 4:1.
Unatoč dobrim igrama nije igrao redovito te se nije uklopio u 4–4–2 formaciju trenera Ranierija. Dolazak Diega u ljeto 2009. pogoršao je situaciju za Giovinca no novi trener Ciro Ferrara potvrdio je kako će Giovinco biti zamjena za Brazilca. Nakon ozljeda Maura Camoranesija i Claudia Marchisia, Giovinco je dobio priliku koju je iskoristio odličnom igrom u 5:1 pobijedi protiv Sampdorije. Odlaskom Ferrare i dolaskom Alberta Zaccheronija na mjesto trenera još je rjeđe igrao te je njegovu poziciju preuzeo mladi Antonio Candreva koji je u zimskom prijelaznom roku posuđen od Udinesea. U travnju 2010. ozlijedio se na treningu te je propustio ostatak sezone.

### Parma
U kolovozu 2010. Giovinco je posuđen Parmi na jednogodišnju posudbi s pravom otkupa 50 % ugovora na kraju sezone. Prvi pogodak za Parmu zabio je 12. rujna iz slobodnog udarca u porazu od Catanie 2:1. 6. siječnja 2011. u gostujućoj pobijedi 4:1 protiv Juventusa, matičnog kluba, zabio je dva pogotka. Do kraja sezone opet je zabio pogodak Juventusu, ovoga puta u pobijedi 1-0. Na kraju sezone Parma je iskoristila pravo kupnje 50% Giovincovog ugovora nakon dobre sezone koja je Giovincu pružila šansu nastupa i za reprezentaciju Italije.

### Drugi povratak u Juventus
Dana 19. lipnja 2012. Parma je potvrdila na svojoj službenoj web-stranici da je postignut sporazum s čelnicima Juventusa te da će se Giovinco nakon dvije godine vratiti u Torino.

## Reprezentativna karijera
Giovinco je igrao za Italiju od U-16 reprezentacije pa nadalje. Za U-21 reprezentaciju je debitirao 1. lipnja 2007. protiv Albanije kada je Italija pobijedila 4:0.
U ljeto 2008. godine Giovinco je uz klupske suigrače Paola De Cegliea i Claudia Marchisia pozvan na olimpijske igre 2008. u Pekingu. U prvoj utakmici natjecanja zabio je gol protiv Hondurasa u 3-0 pobijedi. Giovinco je na turniru igrao jako dobro no nije uspio spasiti Italiju od ispadanja nakon 3-2 poraza od Belgije u četvrtfinalu.
Godine 2009. pozvan je za talijansku U-21 reprezentaciju na europsko prvenstvo u Švedskoj nakon što je u kvalifikacijama odlično surađivao s Robertom Acquafrescom i Mariom Balotellijem u napadu. Igrao je u svakoj utakmici na prvenstvu, ali je Italija izgubila u polufinalu s tijesnih 1-0 od kasnije osvajača prvenstva Njemačke.
Nakon loše sezone u Juventusu, napredak u reprezentativnoj karijeri je stao. Pozvan je 9. veljače 2011. godine u talijansku reprezentaciju za prijateljsku utakmicu protiv Njemačke u Dortmundu. Dvije godine nije nastupao na reprezentativnom nivou no nakon dobrih igara u dresu Parme, izbornik Cesare Prandelli omogućio je Giovincu debi za seniorsku reprezentaciju.
Svoj prsti start za reprezentaciju zabilježio je u kvalifikacijskoj utakmici za Svjetsko prvenstvo 2014. u Brazilu protiv Bugarske, u utakmici koja je završena rezultatom 2:2. Prvi pogodak u nacionalnome dresu postiže 19. lipnja 2013. na Kupu Konfederacija protiv Japana na samome kraju utakmice za vodstvo i pobjedu Italije od 4:3.
Talijanski nogometni izbornik objavio je u svibnju 2016. širi popis od 30 kandidata za nastup na Europskom prvenstvu u Francuskoj, s kojeg je izostavio Giovincu.

## Trofeji
Juventus
- Serie A: 1

2012./13.
- Serie B: 1

2006./07.
- Talijanski Superkup: 1

2012.

## External links
- Profil igrača na Juventusovoj službenoj stranici
- National team statistics  Arhivirana inačica izvorne stranice od 22. ožujka 2012. (Wayback Machine) na službenoj stranici talijanskog nogometnog saveza